# Pseudodíptero

La planta del templo G de Selinunte.

Pseudodíptero (en griego: ψευδοδίπτερος ‘falsamente díptero’) describe un antiguo templo griego con un único peristilo que rodea la cella a la distancia de dos intercolumnios y una columna. A diferencia de los templos perípteros, hay un mayor espacio entre las columnas del peristilo y el naos; los templos dípteros tienen dos peristilos.
El templo G de Selinunte, un antiguo yacimiento arqueológico griego en Sicilia, es un buen ejemplo de la planta pseudodíptera.